# Runowo Krajeńskie (gromada)
Runowo Krajeńskie (w 1954 Runowo Kraińskie) – dawna gromada, czyli najmniejsza jednostka podziału terytorialnego Polskiej Rzeczypospolitej Ludowej w latach 1954–1972.
Gromady, z gromadzkimi radami narodowymi (GRN) jako organami władzy najniższego stopnia na wsi, funkcjonowały od reformy reorganizującej administrację wiejską przeprowadzonej jesienią 1954 do momentu ich zniesienia z dniem 1 stycznia 1973, tym samym wypierając organizację gminną w latach 1954–1972.
Gromadę Runowo Kraińskie z siedzibą GRN w Runowo Kraińskim (w obecnym brzmieniu Runowo Krajeńskie) utworzono – jako jedną z 8759 gromad na obszarze Polski – w powiecie sępoleńskim w woj. bydgoskim, na mocy uchwały nr 24/9 WRN w Bydgoszczy z dnia 5 października 1954. W skład jednostki weszły obszary dotychczasowych gromad Runowo Kraińskie i Borzyszkowo ze zniesionej gminy Więcbork w powiecie sępoleńskim oraz obszary dotychczasowych gromad Czarmuń i Katarzyniec ze zniesionej gminy Mrocza w powiecie wyrzyskim w tymże województwie. Dla gromady ustalono 27 członków gromadzkiej rady narodowej.
Począwszy od wykazu gromad z 1956 roku jednostka funkcjonuje pod nazwą gromada Runowo Krajeńskie.
1 stycznia 1969 do gromady Runowo (Krajeńskie) włączono PGR Zabartowo ze zniesionej gromady Pęperzyn w tymże powiecie.
1 stycznia 1972 gromadę Runowo Krajeńskie połączono z gromadą Więcbork, tworząc z ich obszarów gromadę Więcbork z siedzibą Gromadzkiej Rady Narodowej w Więcborku w tymże powiecie (de facto gromadę Runowo Krajeńskie zniesiono, włączając jej obszar do gromady Więcbork).